# Борго Мађоре
Борго Мађоре (итал. Borgo Maggiore) је насеље и седиште истоимене општине у оквиру Републике Сан Марина, једне од најмањих у Европи.

## Природни услови
Борго Мађоре се налази у средишњем делу Сан Марина и на 22 километра од првог већег града Риминија. Надморска висина средишта општине је 525 m. Борго Мађоре је главни тржишни град републике, а такође је седиште италијанског конзулата. Историјски је био уклопљен у град Сан Марино, али је сада посебан град. Борго Ма]оре повезан је са главним градом жичаром.

## Становништво
Општина Борго Мађоре је по последњим проценама из 2010. године имала 6.378 ст. (друга општина по величини у држави). Протеклих деценија број становника у општини расте.
Борго Мађоре се дели на шест села: Ка Мелоне, Ка Риђо, Каилунго, Сан Ђовани зото ле Пене, Валдрагоне и Вентозо.

## Галерија
- Вожња жичаром Борго Мађоре-Сан Марино
- Црква
- Поглед на Борга Мађоре из Сан Марина
- Борго Мађоре, Сан Марино - панорама

## Становништво
| Година       |
| Становништво |
| ------------ |